# Ermida da Coroada
A Ermida da Coroada é um templo de inestimável valor histórico e cultural, situado na freguesia de Sobral da Adiça, perto do limite da freguesia de Safara e Santo Aleixo da Restauração - na Herdade da Coroada, em Moura, Portugal. 
"Localiza-se nas faldas da Serra da Adiça, a uma curta distância da raia de Espanha, tendo feito parte de uma freguesia com essa designação".
A Coroada foi, até meados do século XIX, uma das freguesias constituintes do concelho de Moura. Tratou-se de um período em que ocorreu todo um conjunto de reformas administrativas ao nível do território nacional, decorrentes da atividade que se seguiu à vitória dos liberais constitucionalistas na Guerra Civil Portuguesa e à consolidação da Revolução Liberal de 1820. Este conjunto de alterações contribuiu para a absorção da freguesia de Coroada pelas freguesias limítrofes, nomeadamente por Sobral da Adiça e Safara.

## Enquadramento Histórico
O local onde a secular ermida se situa foi, no século XV, palco de um importantíssimo acontecimento histórico-político; como é comummente conhecido, o Tratado das Terçarias de Moura teve as seguintes premissas:
"(...) tratou-se de um acordo preliminar do documento elaborado e assinado em Alcáçovas a 4 de setembro de 1479, que consistiu num tratado de paz entre Portugal e Castela, o qual veio a ser ratificado a 6 de março do ano seguinte. O termo terçaria significa caução, depósito em poder de terceiro. Assim foi o que se consignou neste acordo preliminar de Alcáçovas, de modo a pôr-se termo à guerra entre Portugal e Castela durante o reinado de D. Afonso V (1438-1481)."
No período anteriormente indicado, espoletou um conflito entre Portugal e Castela, cujas origens estiveram, desde logo, intimamente ligadas à fragilizada posição de Joana de Trastâmara (Castela, 28 de fevereiro de 1462 - Lisboa, 12 de abril de 1530) no que diz respeito à linha de sucessão ao trono castelhano; D. Joana era pejorativamente conhecida como a Beltraneja.
Filha do rei D. Henrique IV de Castela e de D. Joana de Portugal (filha de D. Duarte), após a morte do seu pai, tratando-se da única descendente conhecida direta do rei, a princesa D. Joana de Trastâmara foi reconhecida por parte da nobreza castelhana como sendo a legítima herdeira do trono. Contudo, circulando já antes da morte do rei o boato de que o mesmo era estéril, foi com base na alegada existência de uma relação ilegítima entre a sua mãe e o fidalgo D. Beltrán de la Cueva, que os partidários de D. Isabel (irmã de D. Henrique IV e futura rainha católica) negaram a legitimidade da princesa D. Joana ao trono, numa cisão que acabou por representar o prólogo de mais uma crise sucessória e de uma série de conflitos na Península Ibérica.
Neste panorama de instabilidade no reino vizinho, mediante uma jogada arriscada, o rei português D. Afonso V tentou preservar os direitos sucessórios da sua sobrinha, D. Joana, fazendo valer os seus próprios interesses em Castela através do matrimónio com a mesma. Subsequentemente, deste conjunto de acontecimentos, acabou por resultar o empreendimento de uma invasão do território castelhano por parte de tropas portuguesas. “Conflito esse que teve o seu desfecho na Batalha do Toro e cujo resultado foi inconclusivo, uma vez que ambas as fações legaram ter vencido a batalha”.

## O Tratado das Terçarias de Moura
Em resultado da contenda, cuja manutenção, enfim, se tornou incomportável para a coroa portuguesa, e do desgaste causado pelo conflito em ambos os lados da fronteira, houve a necessidade de encerrar oficialmente as hostilidades entre ambos os reinos, tendo sido selado o Tratado das Terçarias de Moura e, em complemento ao mesmo, o Tratado de Alcáçovas.
O Tratado das Terçarias de Moura foi um dos acordos firmados em Alcáçovas, em 4 de setembro de 1479; foi posteriormente aprovado pelos reis católicos, desta feita a 6 de Março de 1480. O Tratado das Terçarias estabeleceu como caução a entrega, em Moura (em regime de terçaria), da infanta D. Isabel de Aragão e de Castela, bem como do príncipe D. Afonso de Portugal. Cumprida essa premissa, os infantes ficariam à guarda da infanta D. Beatriz de Portugal - o mesmo sucedendo como D. Joana de Transtâmara.
Conforme referido por Mascarenhas (1958, pp. 18,19), o Tratado das Terçarias de Moura foi firmado num contexto marcado pela realização de complexas negociações entre os Reinos de Portugal e de Castela, numa altura em que procuraram garantir a integridade das respetivas linhas dinásticas e, portanto, assegurar a independência dos respectivos reinos. Motivos pelos quais, aliás, o Tratado dispôs as seguintes cláusulas:
- O príncipe D. Afonso (filho do príncipe D. João de Portugal e herdeiro do trono português), aos sete anos de idade deveria casar por "palavras de futuro" com a infanta D. Isabel; este, ao atingir os 14 anos de idade, casaria com a filha dos reis católicos por "palavras de presente";
- D. Joana, "A Beltraneja", deveria casar por "palavras de futuro" com o príncipe D. João de Castela, neste caso quando o mesmo completasse 7 anos de idade; mais tarde - logo que o príncipe tivesse 14 anos -, a união cimentar-se-ia por "palavras de presente"; só nessa altura D. Joana poderia, então, intitular-se princesa;
- Acaso o príncipe de Castela não viesse a querer desposar D. Joana, a mesma ficaria liberta da terçaria, recebendo de Castela cem mil dobras de ouro, pagas em dois anos. Colocado esse cenário, D. Joana poderia optar por receber, como penhor, a cidade de Touro. Destarte, até que estivesse concluído o pagamento da quantia anteriormente referida;
- Ao invés de ficar em regime de terçaria, D. Joana poderia ainda optar por ingressar num mosteiro português; desta feita, "faria profissão na ordem escolhida" (Mascarenhas, 1958), facto que, aliás, veio a ocorrer;
- Durante o período em que os infantes estivessem em terçaria, não poderiam os mesmos ser visitados nem pelos reis portugueses, nem pelos reis espanhóis. Realce-se o facto de que os monarcas não estavam sequer autorizados a entrar na vila de Moura, neste caso enquanto perdurassem as terçarias.

Assim, de modo a cumprir-se as premissas do Tratado "(...) no dia 11 de janeiro de 1481, Isabel, filha mais velha da poderosa Isabel, de Castela (mais tarde Isabel, a Católica), então com dez anos, foi entregue como refém a D. Beatriz, duquesa de Viseu e Beja, no cumprimento do Tratado de Alcáçovas. A duquesa, por seu lado, deu aos castelhanos como penhor o seu filho de 11 anos, D. Manuel".
Com base em Mascarenhas (1958), a entrega de D. Manuel aos castelhanos deveu-se ao facto de se ter gerado um impasse quando se procedeu à entrega dos príncipes, em Moura (em cumprimento do Tratado de Terçarias). No final de 1480, dando seguimento ao acordado, o príncipe D. Afonso foi entregue em Moura aos cuidados da sua tia-avó, a infanta D. Beatriz, tendo sido dado conhecimento desse facto aos nobres castelhanos que traziam a filha dos reis católicos para Portugal. A prolongada permanência da infanta D. Isabel em Fregenal de la Sierra, enquanto os embaixadores castelhanos de deslocavam a Moura a fim de acordar pormenores e outras diligências relativas à sua entrega - arrastando desde logo todo o processo -, acabou por gerar um clima de incerteza na coroa portuguesa. Tal facto originou uma reação veemente por parte do príncipe D. João de Portugal que, segundo as crónicas da época,  terá enviado dois bilhetes aos emissários castelhanos: um com a palavra paz e outro com a palavra guerra. Esta atitude e a ameaça de novo conflito terão modificado a atitude da diplomacia castelhana, pelo que a infanta castelhana acabou por ser entregue, em 11 de janeiro de 1481, ao cuidado de D. Beatriz (Mascarenhas, 1958, p.22). Como sinal de boa-fé, a infanta D. Beatriz entregou aos castelhanos o seu filho D. Manuel, uma vez que o seu filho mais velho - D. Diogo, o Duque de Viseu - estava doente, tendo sido realizada nova troca aquando da sua recuperação. 
As trocas dos futuros monarcas, que anos mais tarde viriam a contrair matrimónio, terão ocorrido junto a uma passagem da qual ainda existirão alguns vestígios, mais concretamente no sítio onde a ribeira de São Pedro se funde com a ribeira de Toutalga. Há quem refira que terá sido nesse local, nessa solene ocasião, que o futuro rei de Portugal, D. Manuel, terá conhecido a sua futura esposa – D. Isabel, a filha dos reis católicos.
(...)"A Infanta Dona Beatriz com grande companhia a sahio a receber até hum Ribeiro, que divide os Reynos, junto a huma quinta, que chamão a Coroada, e das mãos dos ditos senhores, e Embaixadores de Castella recebeo a dita infanta" (Leão, Duarte Nunes. Ob. cit, cap. LXVII, p. 1000).
De acordo com José Fernandes Mascarenhas, é de admitir que o topónimo da herdade e da ermida tenha como origem tal efeméride, "talvez porque, nesse momento histórico, D. Isabel se apresentasse com qualquer diadema próprio da sua jerarquia.".

## O Templo - características
De acordo com as informações disponibilizadas no Arquivo Distrital de Beja, a freguesia de Coroada tinha como orago Nossa Senhora das Neves (imagem de glória de sete palmos de altura). No que concerne à descrição da ermida, é referido o seguinte:

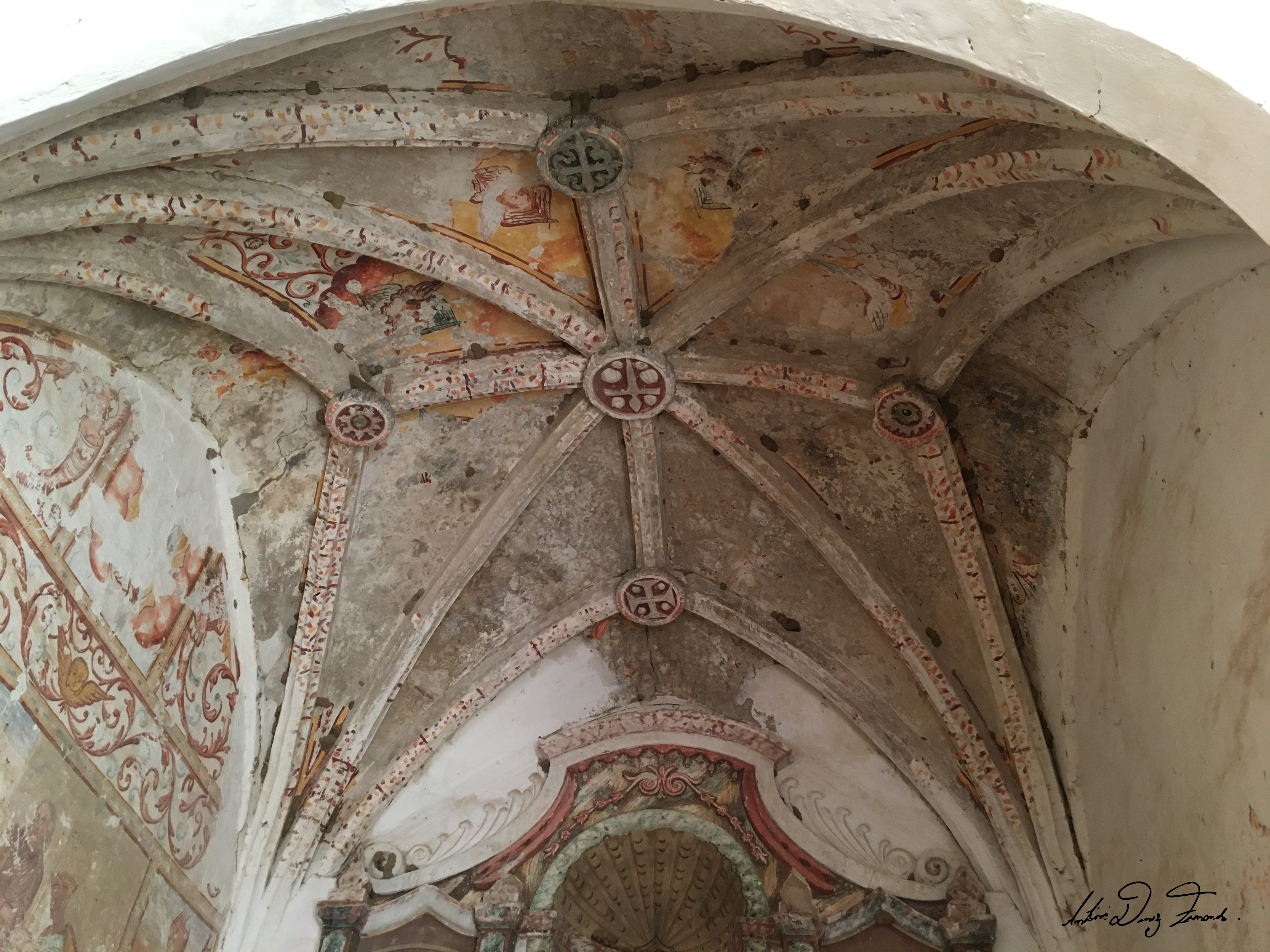
Ermida da Coroada - Abóbada Manuelina em Cruzaria (artesoada)

"(...) é de um só corpo e de madeira, porém a cappela-mor é de abóbeda antiga em cujos remates se achão três pedras com as armas das três ordens militares, Cristo, Santiago e Avis. Tão bem no altar da cappela-mor (que há somente nesta igreja) se acha a imagem do glorioso Santo António, tão bem de glória e de três palmos e meio de alto".
Com base em Mascarenhas (1945, pp.11-13), o templo apresenta 3 partes com características arquitectónicas distintas: o pórtico (em pedra), é de estilo romano-gótico; o corpo da igreja, enriquecido com arcos alterais e com uma abóbada de berço, é de estilo barroco; a única capela existente na ermida é  de estilo manuelino, sendo antecedida por um arco triunfal com os mesmos traços arquitetónicos.
Destaque para a abóbada da capela - artesoada ou em cruzaria - ornamentada com frescos alusivos à época e com os símbolos das ordens religiosas militares de Cristo, Aviz e Santiago. 

## Espólio da Freguesia da Coroada

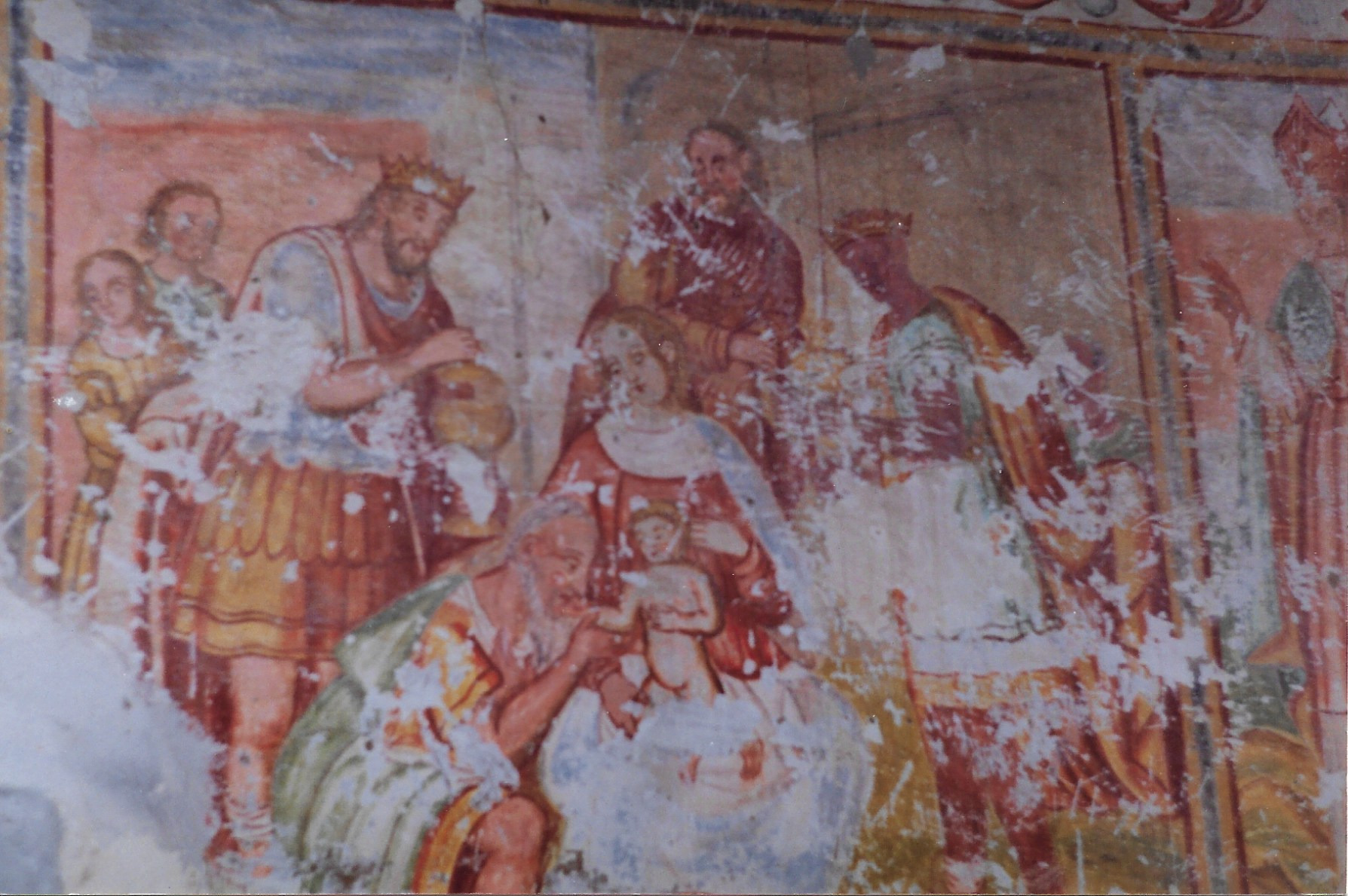
Pintura Maneirista: Adoração dos três Reis Magos a Jesus Cristo.

A década de 1730 terá sido marcada por uma certa esterilidade das terras do Alentejo, o que terá acentuado o êxodo das populações que, outrora, se encontravam dispersas pela freguesia da Coroada; esta, a partir do referido período, acabou por entrar em forte decadência, tendo sido extinta em 1850 e os seus territórios anexados às freguesias mais próximas (Sobral da Adiça e Safara). O espólio da freguesia da Coroada foi transportado para Sobral da Adiça, fazendo parte do tesouro da respetiva paróquia.
Os “frescos” da ermida da Coroada representam, porventura, um dos mais importantes marcos da pintura maneirista no concelho de Moura. O Maneirismo foi um estilo artístico que surgiu na Península Itálica - no século XVI - no período de transição entre o Renascimento e o Barroco. No que diz respeito à linguagem artística propriamente dita, a pintura maneirista é marcada por detalhes exagerados, planos soprepostos ou ainda por posturas humanas impossíveis de ser executadas. Importa igualmente salientar, que este movimento artístico disseminou-se no Velho Continente como manifesta consequência do sentido de renovação religiosa, artística e cultural experimentada à época. Relativamente às pinturas da ermida da Coroada, trata-se de um exemplar dos “frescos” populistas produzidos no Alentejo durante este período. No que diz respeito às suas particularidades, destaque para a existência de três planos: o central - ou principal - alusivo à adoração do Menino Jesus pelos três Reis Magos; em segundo plano, à esquerda, Santa Luzia de Siracusa com os seus próprios olhos (símbolo de fidelidade a Jesus Cristo) numa bandeja; ainda em segundo plano - desta feita à direita -, realça-se a representação de uma autoridade eclesiástica, porventura como símbolo do arcebispado.